# Área de Conservação da Paisagem de Kellavere
A Área de Conservação da Paisagem de Kellavere é um parque natural situado no condado de Lääne-Viru, na Estónia.
A sua área é de 155 hectares.
A área protegida foi designada em 1959 para proteger a colina Kellavere e os seus arredores. Em 2006, a unidade de conservação foi reformulada para área de preservação paisagística.